# Saonnet
Saonnet és un municipi francès situat al departament de Calvados i a la regió de Normandia. L'any 2007 tenia 206 habitants.

## Demografia

### Població
El 2007 la població de fet de Saonnet era de 206 persones. Hi havia 74 famílies de les quals 12 eren unipersonals (12 dones vivint soles i 12 dones vivint soles), 27 parelles sense fills, 31 parelles amb fills i 4 famílies monoparentals amb fills.
La població ha evolucionat segons el següent gràfic:
Habitants censats

### Habitatges
El 2007 hi havia 96 habitatges, 76 eren l'habitatge principal de la família, 14 eren segones residències i 6 estaven desocupats. Tots els 96 habitatges eren cases. Dels 76 habitatges principals, 62 estaven ocupats pels seus propietaris, 13 estaven llogats i ocupats pels llogaters i 2 estaven cedits a títol gratuït; 2 tenien dues cambres, 10 en tenien tres, 19 en tenien quatre i 46 en tenien cinc o més. 51 habitatges disposaven pel capbaix d'una plaça de pàrquing. A 27 habitatges hi havia un automòbil i a 42 n'hi havia dos o més.

### Piràmide de població
La piràmide de població per edats i sexe el 2009 era:
| Homes | Edats   | Dones |
| ----- | ------- | ----- |
| 0     | 95 o +  | 0     |
| 0     | 90 a 94 | 0     |
| 0     | 85 a 89 | 0     |
| 0     | 80 a 84 | 4     |
| 4     | 75 a 79 | 0     |
| 4     | 70 a 74 | 0     |
| 0     | 65 a 69 | 4     |
| 8     | 60 a 64 | 12    |
| 4     | 55 a 59 | 8     |
| 8     | 50 a 54 | 4     |
| 8     | 45 a 49 | 4     |
| 0     | 40 a 44 | 12    |
| 0     | 35 a 39 | 8     |
| 12    | 30 a 34 | 8     |
| 8     | 25 a 29 | 0     |
| 8     | 20 a 24 | 4     |
| 0     | 15 a 19 | 16    |
| 12    | 10 a 14 | 12    |
| 0     | 5 a 9   | 4     |
| 8     | 0 a 4   | 0     |

## Economia
El 2007 la població en edat de treballar era de 138 persones, 105 eren actives i 33 eren inactives. De les 105 persones actives 98 estaven ocupades (54 homes i 44 dones) i 7 estaven aturades (2 homes i 5 dones). De les 33 persones inactives 17 estaven jubilades, 10 estaven estudiant i 6 estaven classificades com a «altres inactius».

### Ingressos
El 2009 a Saonnet hi havia 80 unitats fiscals que integraven 216 persones, la mediana anual d'ingressos fiscals per persona era de 16.680 €.

### Activitats econòmiques
Dels 4 establiments que hi havia el 2007, 1 era d'una empresa de comerç i reparació d'automòbils, 1 d'una empresa de serveis, 1 d'una entitat de l'administració pública i 1 d'una empresa classificada com a «altres activitats de serveis».
L'únic servei als particulars que hi havia el 2009 era una perruqueria.
L'any 2000 a Saonnet hi havia 15 explotacions agrícoles que ocupaven un total de 553 hectàrees.

## Poblacions més properes
El següent diagrama mostra les poblacions més properes.